# Cethosia fruhstorferi
Cethosia fruhstorferi är en fjärilsart som beskrevs av Hans Ferdinand Emil Julius Stichel 1907. Cethosia fruhstorferi ingår i släktet Cethosia och familjen praktfjärilar. Inga underarter finns listade i Catalogue of Life.